# Naftogaz
Naftogaz of Ukraine, (ukrainska: НАК Нафтогаз України), är ett statligt ägt energibolag i Ukraina.